# Bányai Jakab
Bányai Jakab (Komárom, 1852. december 10. – Nagybecskerek, 1919. szeptember 21.) tanító, iskolaigazgató, pedagógiai szakíró.

## Élete
A piaristáknál tanult, majd Lederer Ábrahám vezetése alatt a zsidó tanítóképzőben. Tanítói pályáját Veszprémben kezdte, aztán Pápán működött, majd ugyanitt magániskolát nyitott. 1882-ben Nagybecskerekre került a zsidó iskolához; ennek az 1900-ban történt megszűnése után a községi, majd az állami iskolához nevezték ki igazgatónak. Itt működött 1918-ig.
A Dél-magyarországi Tanítóegylet alelnöke, a Délvidéki Tanügy szerkesztője, majdnem valamennyi pedagógiai lapnak (Magyar Paedagogiai Szemle, Magyar Vidék, Pápai Lapok, Népnevelők Lapja, Néptanoda, Izraelita Tanügyi Értesítő és Torontál)  munkatársa volt. Adolph Diesterweg Wegweiser-ét ő fordította le és látta el magyarázatokkal. 1908-ban a Magyar Tudományos Akadémia a Wodianer-féle ezerkoronás pályadíjjal tüntette ki.

## Művei
- A nagybecskereki izr. népiskola multja és jelene. Hazánk ezer éves fenállásának alkalmából; Löffler Jonás közreműködésével irta Bányai Jakab; Jokly Ny., Nagybecskerek, 1896
- Steinbach Antal élete és működése; Pleitz Ny., Nagybecskerek, 1896
- Klingenberg Jakab életrajza; Taizs Ny., Pécs, 1901